# Oslofjorden
Oslofjorden – najdłuższa zatoka w południowo-wschodniej Norwegii, otwierająca się do cieśniny Skagerrak.
Wcina się na długość około 100 km w głąb Półwyspu Skandynawskiego. Na jego zakończeniu znajduje się aglomeracja Oslo. Najbliższe okolice Oslofjorden zamieszkane są przez około 2 miliony ludzi. Wbrew nazwie zatoka nie jest w sensie geologicznym fiordem (w języku norweskim słowo „fjord” ma szersze znaczenie). Szerokość u ujścia 15-30 km, głębokość do 354 m.
Obrona zatoki w roku 1940 miała kluczowe znaczenie dla losów niemieckiej inwazji na Norwegię — pozwoliła ewakuować władze państwowe, czyniąc w konsekwencji przyszły rząd V. Quislinga nielegalnym i pozwalając oficjalnie uczestniczyć Norwegii w wojnie po stronie zwycięskich aliantów.
Z Oslofjorden związany był Edvard Munch i jest on widoczny na wielu jego pracach, między innymi na „Krzyku”.

## Nazwa
W czasach nordyckich zatoka nosiła nazwę Fold lub Foldin, co oznaczało „płaski”. Od nazwy tej pochodzą również określenia sąsiadujących ziem, takich jak Vestfold (na zachód od Fold), Østfold (na wschód od Fold) oraz Follo (Fold + lo, oznaczające „łąkę nad wodą”).
W późniejszych czasach zatoka nosiła również nazwę Christianiafjorden, od nazwy „Christiania”, którą nosiło Oslo w latach 1624 – 1925.

## Galeria

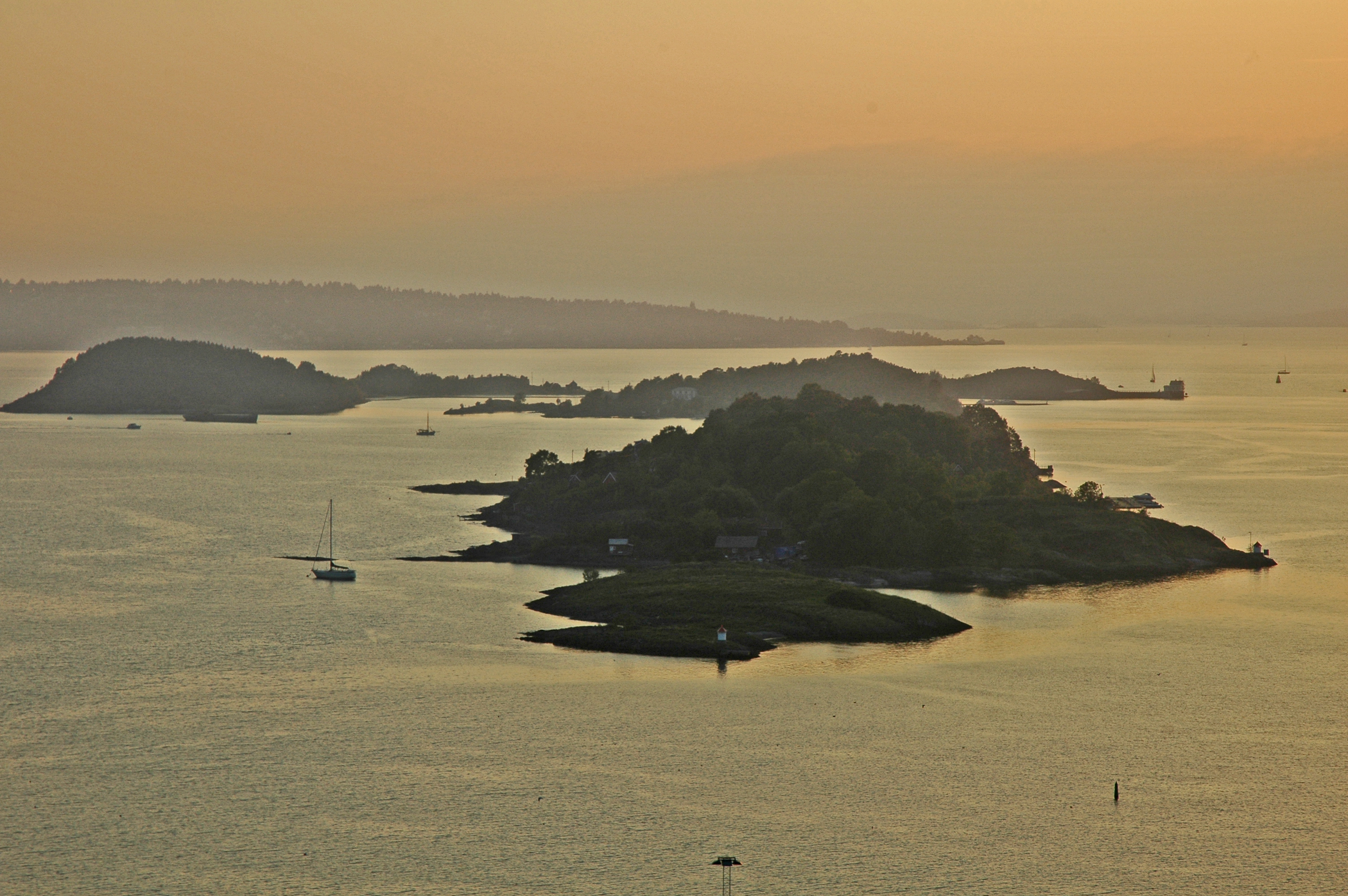
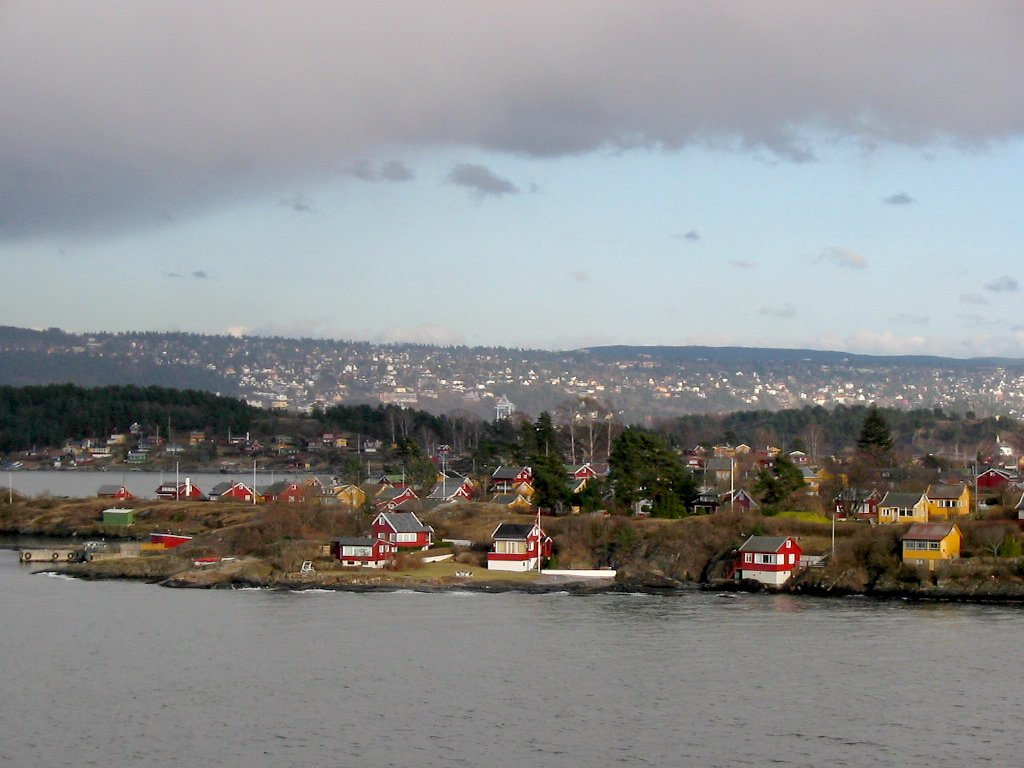
Zabudowania na wysepce w Oslofjorden
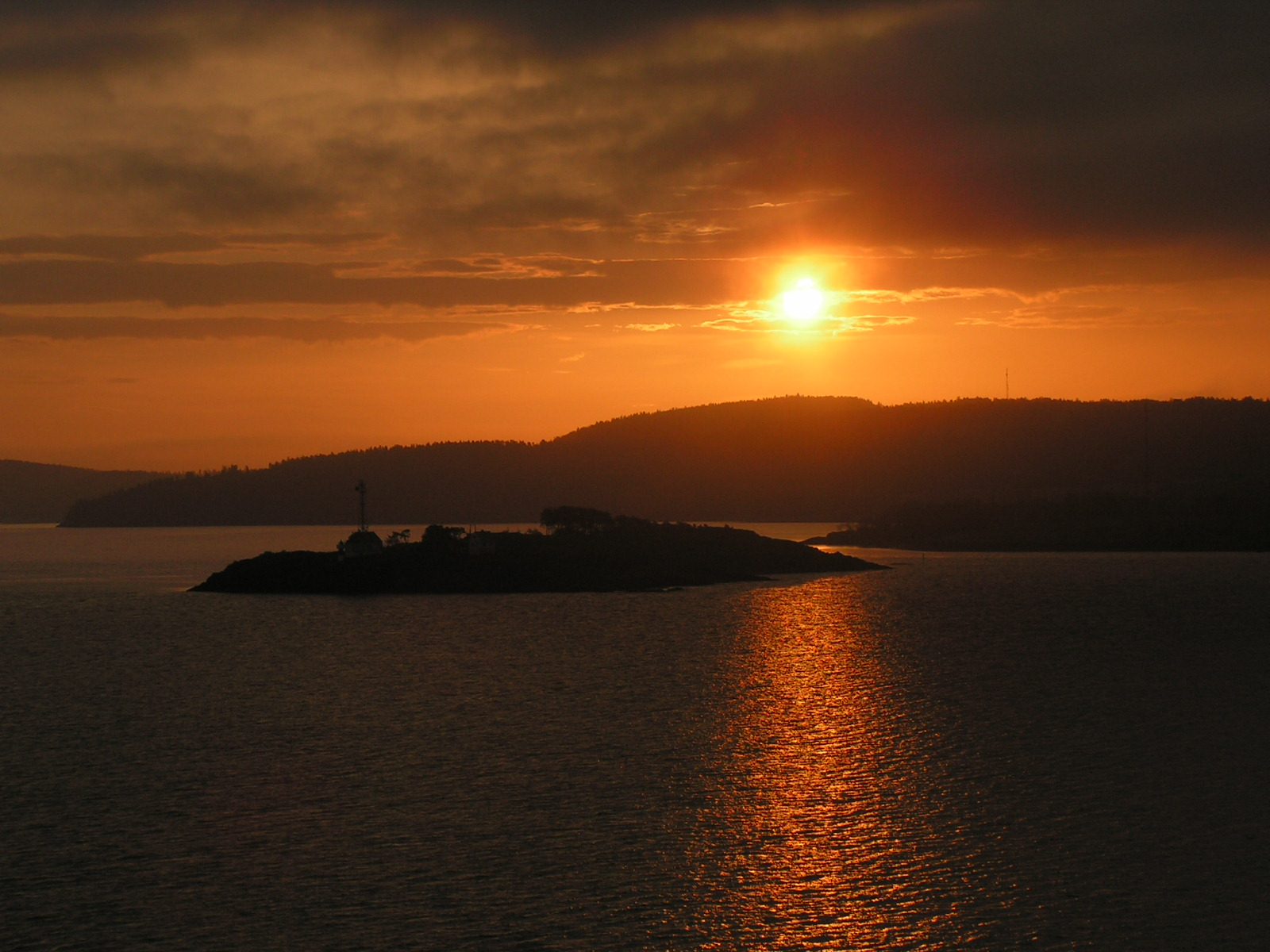
Wschód słońca